# Cerodontha flavicornis
Cerodontha flavicornis är en tvåvingeart som först beskrevs av Egger 1862.  Cerodontha flavicornis ingår i släktet Cerodontha och familjen minerarflugor. Inga underarter finns listade i Catalogue of Life.